# Ritz-Carlton

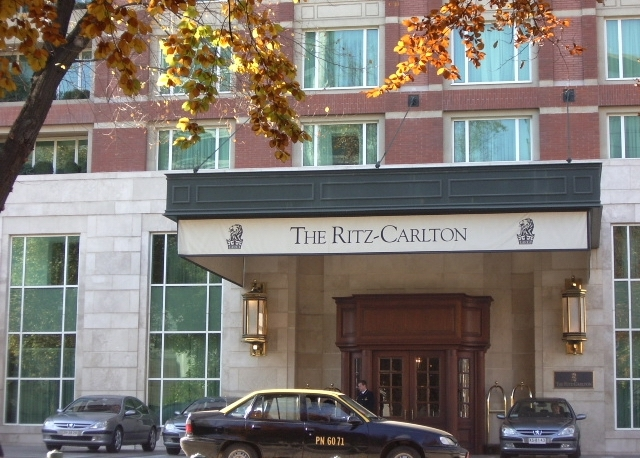
Ritz-Carlton de Santiago de Chile.

The Ritz-Carlton es una marca de hoteles de lujo y resorts con 70 propiedades ubicadas en muchas de las grandes ciudades de 23 países de todo el mundo.
El nombre de The Ritz-Carlton se remonta al Hôtel Ritz de París y el Hotel Carlton de Londres. El nombre actual de hotel Ritz-Carlton se creó cuando un equipo de cuatro emprendedores, encabezado por el hotelero Horst Schulze, se reunieron en Atlanta, Georgia para crear el concepto Ritz-Carlton utilizando los derechos del nombre Ritz-Carlton recientemente adquiridos por William B. Johnson.
El nombre The Ritz-Carlton Hotel Company LLC es ahora una subsidiaria propiedad de Marriott International. The Ritz-Carlton Hotel Company tiene actualmente 32.000 empleados y su sede se encuentra en Chevy Chase, Maryland, una comunidad a lo largo de la frontera de Washington D. C..
Chile, Puerto Rico y México son los únicos países en Latinoamérica que cuentan con hoteles de la cadena.

## El hotel más alto del mundo
El Ritz-Carlton ocupa los 15 pisos más altos del International Commerce Centre en Kowloon, Hong Kong. El vestíbulo del hotel está a 425 metros (1394,9 pies) por encima del suelo, por lo cual se convirtió en el hotel «más alto» del mundo en 2010, superando el del Park Hyatt Hotel, que ocupa del piso 79 al 93 del Shanghai World Financial Center de Shanghái, China.

## The Ritz-Carlton Yacht Collection
The Ritz-Carlton Yacht Collection comenzó a realizar rutas marítimas en el año 2022. Entrando la marca hotelera en el sector de los yates de lujo. El Evrima es la primera de las tres embarcaciones construidas especialmente para la nueva colección.
Los otros yates de The Ritz-Carlton Yacht Collection serán el Ilma y el Luminara en 2024 y 2025, respectivamente. Luminara fue entregado en Juno 2025pinturas del 20 Juno

### Evrima

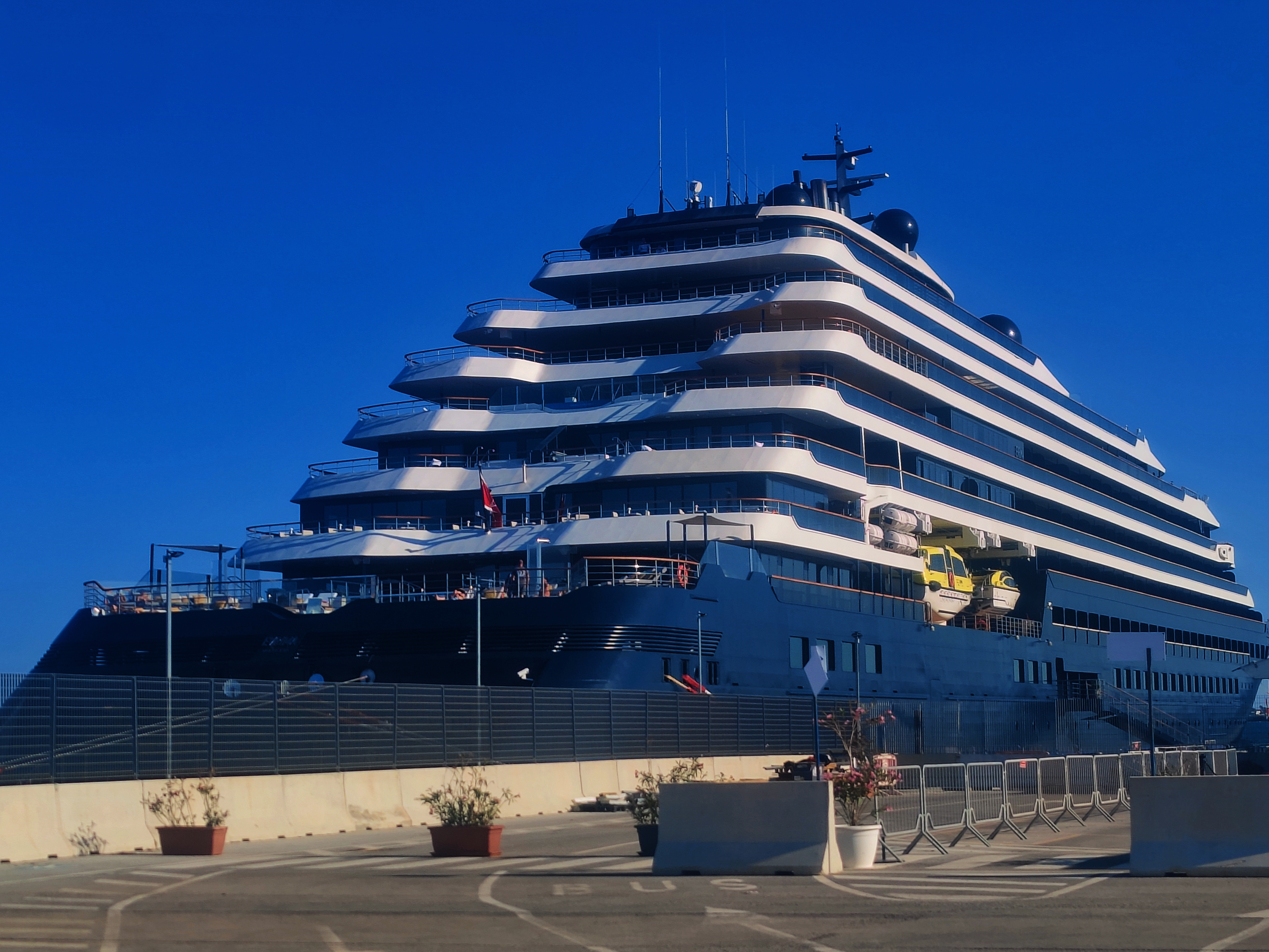
El Evrima en Siracusa.

El yate Evrima tiene 190 metros de eslora y cuenta con capacidad para 298 pasajeros. Además dispone de 149 amplias suites, el Evrima también ofrece varias suites tipo loft de dos pisos. Todas las suites tienen una terraza privada y ventanales. El tamaño del yate también permite hacer escala en puertos más pequeños. Dependiendo de la temporada, el Evrima navega por el Mediterráneo, el Caribe, América Central y América del Sur.